# Deborah La Mia Denaver
Deborah La Mia Denaver (geb. vor 1990) ist eine Maskenbildnerin.

## Leben
Denaver begann ihre Karriere im Filmstab 1990 beim Fernsehen. Ihr erster Film war John Badhams Buddy-Film Auf die harte Tour. Es folgten weitere Fernsehproduktionen, aber auch große Hollywoodproduktionen wie Chris Columbus’ Kevin – Allein in New York. 1997 war sie für Rob Reiners Drama Das Attentat zusammen mit Matthew W. Mungle für den Oscar in der Kategorie Bestes Make-up und beste Frisuren nominiert, es gewann in diesem Jahr jedoch die Komödie Der verrückte Professor. Denaver arbeitete unter renommierten Regisseuren wie Steven Spielberg, Robert Zemeckis, Oliver Stone und J. J. Abrams.
Denaver war neben ihren Filmengagements auch für das Fernsehen tätig, unter anderem an den Fernsehserien Alias – Die Agentin, Marvel’s Agent Carter und True Detective. Für ihr Wirken war sie zwischen 1993 und 2013 drei Mal für einen Primetime Emmy nominiert, den sie 1993 für den Fernsehfilm Citizen Cohn – Handlanger des Todes und 2013 für den Fernsehfilm Liberace – Zu viel des Guten ist wundervoll gewinnen konnte.

## Filmografie (Auswahl)
- 1991: Auf die harte Tour (The Hard Way)
- 1992: Kevin – Allein in New York (Home Alone 2: Lost in New York)
- 1994: Airheads
- 1996: Das Attentat (Ghosts of Mississippi)
- 1997: Contact
- 1999: The Green Mile
- 2000: Cast Away – Verschollen (Cast Away)
- 2002: Catch Me If You Can
- 2002: Spider-Man
- 2005: Mr. & Mrs. Smith
- 2008: Iron Man
- 2010: Iron Man 2
- 2012: Total Recall
- 2014: Guardians of the Galaxy
- 2014: Planet der Affen: Revolution (Dawn of the Planet of the Apes)
- 2016: The First Avenger: Civil War (Captain America: Civil War)
- 2017: Ghost in the Shell
- 2018: Avengers: Infinity War
- 2019: Avengers: Endgame
- 2022: Doctor Strange in the Multiverse of Madness
- 2025: Captain America: Brave New World

## Auszeichnungen (Auswahl)
- 1997: Oscar-Nominierung in der Kategorie Bestes Make-up und beste Frisuren für Das Attentat